# Szymon Drewniak
Szymon Drewniak, né le 11 juillet 1993, est un footballeur polonais évoluant actuellement au poste de milieu de terrain au Górnik Łęczna.

## Statistiques
| Club          | Saison      | Championnat | Championnat | Coupe  | Coupe | Continental | Continental | Total  | Total |
| Club          | Saison      | Matchs      | Buts        | Matchs | Buts  | Matchs      | Buts        | Matchs | Buts  |
| ------------- | ----------- | ----------- | ----------- | ------ | ----- | ----------- | ----------- | ------ | ----- |
| Lech Poznań   | 2011-2012   | 6           | 0           | —      | —     | —           | —           | 6      | 0     |
| Lech Poznań   | 2012-2013   | 15          | 1           | 1      | 0     | 5           | 0           | 21     | 1     |
| Lech Poznań   | 2013-2014   | 9           | 0           | 1      | 1     | 4           | 0           | 14     | 1     |
| Lech Poznań   | 2014-2015   | 6           | 0           | 1      | 0     | —           | —           | 7      | 0     |
| Lech Poznań   | Total       | 36          | 0           | 3      | 1     | 9           | 0           | 47     | 2     |
| Górnik Zabrze | 2013-2014   | 12          | 0           | 1      | 0     | —           | —           | 13     | 0     |
| Górnik Zabrze | Total       | 12          | 0           | 1      | 0     | —           | —           | 13     | 0     |
| Bilan total   | Bilan total | 48          | 0           | 4      | 1     | 9           | 0           | 60     | 2     |